# Гідрохлорити
Гідрохлори́ти (рос. гидрохлориты, англ. hydrochlorites, нім. Hydrochlorite pl) — багаті на воду хлорити (мінерали) гідротермального і метаморфічного походження.
Гідрохлорити — це продукти другої стадії зміни хлоритів після джефферизації. Характерні зменшеним вмістом Mg, переважанням Al, у них відбувається повне окиснення Fe2+